# Stadio Gino Cannarsa
Lo stadio Gino Cannarsa è un impianto sportivo ubicato nella zona nord di Termoli (CB), è adibito a campo di calcio delle gare interne dell'U.S. Termoli.

## Storia
La struttura fu inaugurata nel 1962 ed inizialmente contava 1000 posti tutti scoperti poi portati a 3000 coperti. La struttura fu necessaria a causa della chiusura del vecchio stadio comunale chiuso nel 1962 e trasformato in parcheggio a seguito delle modifiche urbanistiche della città. Nel 2010 sono stati realizzati dei lavori di ampliamento della capienza: in particolare è stata costruita una tribuna coperta (Tribuna Ovest) di fronte alla vecchia Tribuna Centrale che ha una capienza di 300 persone, quindi avendo una capienza totale di 3300 posti tutti al coperto.
Nel 1968, qui corse nelle sue prime competizioni nazionali il futuro campione di atletica Pietro Mennea. A lui sono state dedicate, nel 2021, la via vicina allo stadio e un murale.
Nel 1976 si trasferisce momentaneamente la squadra del Campobasso, a seguito della indisponibilità del campo per lavori al proprio stadio. Gioca in tutto quattro partite a Termoli, tre vinte e una pareggiata. La prima partita è Campobasso-Bari 0-0 per il campionato di Serie C 1975-1976, e rientra nel proprio stadio per l'ultima partita di campionato, poi ulteriori problemi ne causano di nuovo il trasferimento a Termoli, dove disputa due partite di Coppa Italia Semiprofessionisti 1976-1977 (Campobasso-Avezzano 1-0, Campobasso- Casertana 1-0) e una di campionato di Serie C (Campobasso-Cosenza 2-0).

## Struttura
Il campo di gioco misura 105 x 67,5 metri ed è in manto erboso. Gli spogliatoi, che si trovano in una struttura distaccata dalla tribuna, ospitano anche la sala medica e il magazzino. Dal 2004 è presente un grande impianto di illuminazione. La Tribuna Centrale ha una capienza di 2500 posti a sedere tutti al Coperto più 500 Posti a sedere della Curva "Marco Guida" e 300 Posti a sedere della tribuna Ovest anche questi tutti al coperto per un totale di 3300 posti a sedere.
Il 3 dicembre 2008 con la cerimonia di riapertura si sono conclusi i lavori di rifacimento del manto erboso e dell'impianto d'irrigazione. Il campo ora vanta un tappeto erboso di bermuda grass "Tifway 419", lo stesso installato allo stadio Olimpico di Roma.
Lo stadio è inoltre provvisto di pista di atletica con le varie attrezzature, pista per il salto in lungo, salto in alto, getto del peso e lancio del giavellotto.
Nei locali sottostanti la Tribuna Centrale si trova il "Termoli Store" negozio che vende i prodotti ufficiali del Termoli.

## Eventi
Nel corso degli anni, numerosi sono stati gli eventi pubblici di discreta importanza ospitati nello stadio, tra questi:
- 12-7-1979 Lucio Dalla & Francesco De Gregori, Banana Republic Tour
- 27-8-1987: Concerto di Vasco Rossi[2]
- 25-3-1998: Lo stadio ha ospitato la Nazionale di calcio femminile dell'Italia nell'incontro amichevole Italia - Cina terminato 0-0[3]
- 24-4-2009: Biathlon Supercoppa Molise [4]
- 20-4-2011: Gare regionali di atletica leggera[5]
- Giugno-luglio 2011: Juventus Summer Camp[6]
- 20-7-2012: Concerto "Chiaro Tour" Gigi D'Alessio[7]
- 29-6-2013: Partita del Cuore: Nazionale Attori - Ass. La Bifernina[8]